# Psilopogon auricularis
Psilopogon auricularis — вид дятлоподібних птахів родини бородастикових (Megalaimidae).

## Поширення
Вид поширений на півдні В'єтнаму та південному сході Лаосу. Його природними середовищами існування є субтропічні або тропічні вологі низинні ліси та субтропічні або тропічні вологі гірські ліси.